# Gottfried Hürtgen
Gottfried Hürtgen, né le 27 novembre 1905 à Cologne et mort après 1952 en Argentine, est un coureur cycliste sur piste allemand spécialisé dans les courses à l'américaine et les courses de six jours. De la fin des années 1920 et jusqu'au milieu des années 1930, Hürtgen a pris le départ de 56 courses de six jours, et en a remporté 8. Avec Viktor Rausch (de), ils formaient une paire appelée die schwarzen Husaren (Les Hussards noirs).

## Biographie
Dès 1924, Gottfried Hürtgen court en amateur à Cologne avec Viktor Rausch (de). En 1926, ils participent au Prix Goullet-Fogler au Vél d'Hiv.
Il participe aux six Jours de Berlin en 1927 avec Viktor Rausch (de). Aux six Jours de Paris en 1928, il abandonne au sixième jour, Rausch ayant chuté. Ils gagnent les premiers six jours de Cologne la même année.
En 1930, Hürtgen et Rausch sont managés par Pierre Viel,.
En 1932, Hürtgen et Rausch se séparent après une dispute,. En 1933, Hürtgen fait équipe avec Karl Göbel (de). Début 1934, il court les six jours d'Anvers avec Jean Aerts, puis fait de nouveau équipe avec Rausch. Il court le Grand Prix du conseil général à Paris, un match omnium gagné par  Willy Falck Hansen,.
En 1935, il court un match omnium avec Adolf Schön lors des championnats du monde à Bruxelles. Durant les six Jours de New York, Hürtgen, initialement associé à Franco Giorgetti remplace Gérard Debaets comme partenaire d'Alfred Letourneur, s'emmêle avec Bobby Echeverria, chute et se casse la clavicule droite,,.
En 1936, il court avec Peter Steffes, Hans Pützfeld (de), Rausch, Adolf Schön, Mathias Engel et Tony Merkens.
En aout 1937, il part pour une tournée de 3 mois en Argentine, organisée par Georges Kaiser. Il gagne les deux éditions des Six Jours de Buenos Aires associé à Karl Göbel (de). Il revient en janvier 1938 puis passe plusieurs mois aux États-Unis avec l'équipe dirigé par Werner Miethe,. Il participe aux six Jours de Milwaukee associé au Suisse Ernest Bühler. Il participe  de nouveau aux six Jours de Buenos Aires en 1938 et 1939 et au Grand Prix de Paris 1939.
Il habite dans la Einhardstraße, dans le quartier de Sülz, à Cologne jusqu'en 1939. Il émigre en Argentine en 1940 avec sa femme Magdalena Hackbarth, d'origine juive. Le 13 août 1940, le couple arrive à  Buenos Aires à bord de l'Uruguay.
En 1940, Hürtgen remporte les six Jours de Buenos Aires avec Raffaele Di Paco.
Il est troisième aux championnats d'Allemagne de vitesse en 1939 et 1941 
En 1942, il devient champion d'Argentine de demi-fond.
En 1950, Ernst Berliner (de), qui fut son manager à Cologne, écrit dans une lettre au journaliste berlinois Fredy Budzinski que « Bien que Hürtgen ne fut pas un national-socialiste, il était le personnage le plus sale que je n'ai jamais rencontré, ingrat et impopulaire auprès de ses camarades. Ce n'était pas sa femme qui était d'origine juive, mais son beau-père, un fabricant de conserves français. Aujourd'hui, tous ceux-là vivent ensemble en Argentine. » 
Après avoir mis fin à sa carrière sportive, Hürtgen dirige une ferme apicole en Argentine. Il parcourt les distances entre ses quelque 400 ruches sur un vélo de course.

## Palmarès

### Championnats nationaux
- Champions d'Allemagne en omnium  avec Viktor Rausch (de) 1932[28]
- Championnats d'Allemagne de vitesse 3e en 1939
- Champion d'Argentine de demi-fond : 1942

### Six jours
1928
- Cologne - avec Viktor Rausch (de)

1930
- Dortmund - avec Viktor Rausch[29]
- Berlin (novembre) - avec Viktor Rausch[30]
- Cologne - avec Viktor Rausch[31]

1931
- Stuttgart - avec Viktor Rausch[32]

1937
- Buenos Aires I - avec Karl Göbel (de)
- Buenos Aires II - avec Karl Goebel

1940
- Buenos Aires - avec Raffaele Di Paco